# Aron Isomi Mbo
Aron Isomi Mbo (ur. 22 czerwca 2001) – kongijski zapaśnik walczący w obu stylach. Brązowy medalista igrzysk afrykańskich w 2019 i 2023, a także mistrzostw Afryki w 2019. Triumfator igrzysk frankofońskich w 2023 roku.